# Fritz Seydaack
Fritz Seydaack (* 4. März 1913 in Witten; † 24. Dezember 2004) war ein deutscher Jurist und Manager.

## Leben
Seydaack studierte Rechtswissenschaften und trat danach in den Dienst der Braunschweigischen Staatsverwaltung. Nach dem Zweiten Weltkrieg war er stellvertretender Oberkreisdirektor des Landkreises Wolfenbüttel. Im Jahr 1951 kam er nach Duisburg und war dort in den Jahren 1956 bis 1960 Oberstadtdirektor.
Im Jahr 1960 wechselte er als Geschäftsführer und Vorstandsmitglied zur Helmut Horten GmbH und war später Vorstandssprecher.
Von 1970 an war er Präsident der Bundesarbeitsgemeinschaft der Mittel- und Großbetriebe des Einzelhandels.

## Ehrungen
- 1977: Großes Verdienstkreuz der Bundesrepublik Deutschland
- 1983: Großes Verdienstkreuz mit Stern der Bundesrepublik Deutschland